# جان هربرت چپمن
جان هربرت چپمن (انگلیسی: John Herbert Chapman؛ زاده ۲۸ اوت ۱۹۲۱ درگذشته ۲۸ سپتامبر ۱۹۷۹) یک فیزیک‌دان اهل کانادا بود.